# Отношение рисков
Отношение рисков (англ. Hazard ratio, HR) — отношение риска события в определённый момент времени t в одной группе по сравнению с другой группой. Показатель относится к методам оценки выживаемости и оценивается с помощью регрессионного анализа.
Отношение рисков связано с вероятностью того, что событие, не произошедшее к определённому моменту времени, случится в следующий интервал времени. Вероятность того, что событие в одной группе наступит раньше, чем в другой, может быть рассчитана на основании показателя HR по формуле: р=HR/(1+HR). Таким образом, HR=2 соответствует 67 % шансу более раннего наступления события (выздоровления, нежелательного явления и др.) у пациента, получавшего исследуемый препарат, чем у того, который получал препарат сравнения. При этом показатель отношения рисков не несёт в себе информации о времени наступления события.
Отношение рисков следует отличать от относительного риска, который является обобщённым показателем для всего исследования.